# Магнитное наклонение

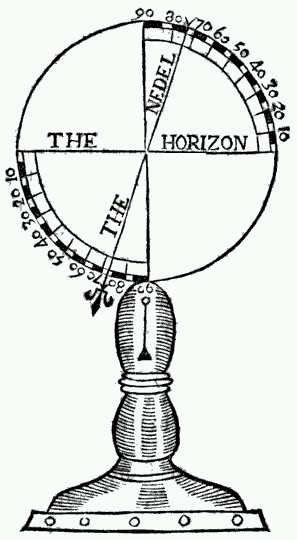
Иллюстрация «Магнитное наклонение» из книги Роберт Норман «The Newe Attractive» (1581).

Магни́тное наклоне́ние — угол, на который отклоняется стрелка под действием магнитного поля Земли в вертикальной плоскости. В северном полушарии указывающий на север конец стрелки отклоняется вниз, в южном — вверх. Для измерения магнитного наклонения используют инклинатор.

## История
Первым европейцем, который описал магнитное наклонение, был немецкий инженер Георг Хартман (1544 год). В 1581 году английский моряк, конструктор компаса и гидрограф Роберт Норман изобрёл метод для измерения магнитного наклонения. В 1831 году английским полярным исследователем Джеймсом Россом в Канадском Арктическом архипелаге был открыт магнитный полюс — область, где магнитная стрелка занимает вертикальное положение, то есть наклонение равно 90°. В 1909 году одна из партий экспедиции «Нимрода» достигла другого магнитного полюса Земли, находящегося в Антарктиде.